# William Brownrigg
William Brownrigg FRS (Felixstowe, 24 de março de 1711 — 6 de janeiro de 1800) foi um médico britânico.

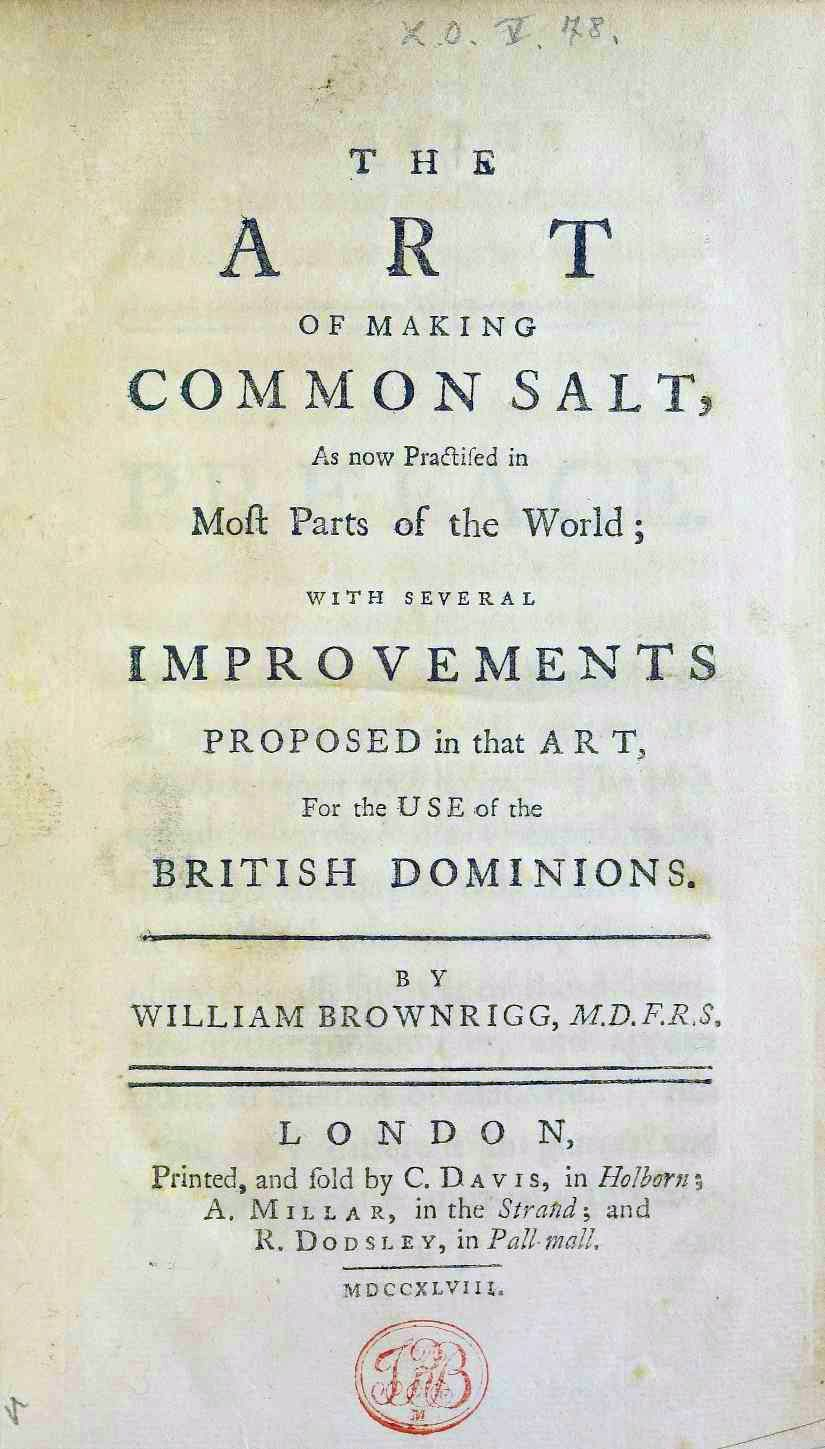
The Art of making common salt, 1748